# マイケル・ピットマン・ジュニア
マイケル・ピットマン・ジュニア（Michael Pittman Jr., 1997年10月5日 - ）は、アメリカ合衆国カリフォルニア州ベーカーズフィールド出身のプロアメリカンフットボール選手。NFLのインディアナポリス・コルツに所属している。ポジションはワイドレシーバー。

## 経歴

### カレッジ
高校卒業後はUCLAへ進学予定だったが、後にこれを撤回し、UCLAのライバルであるUSCへ進学した。
1年目の2016年シーズンは主にスペシャルチームとしてプレーした。
2017年シーズンは23レシーブ、404レシーブ獲得ヤード、2つのレシービングTDを記録。スペシャルチームとしてオールPac-12ファーストチームに選出された。
2018年シーズンは41レシーブ、758レシーブ獲得ヤード、6つのレシービングTDを記録した。シーズン終了後に2019年のNFLドラフトへのアーリーエントリーを予定していたが、ドラフト前に3巡目指名予想されていたこともあり、大学に残留した。

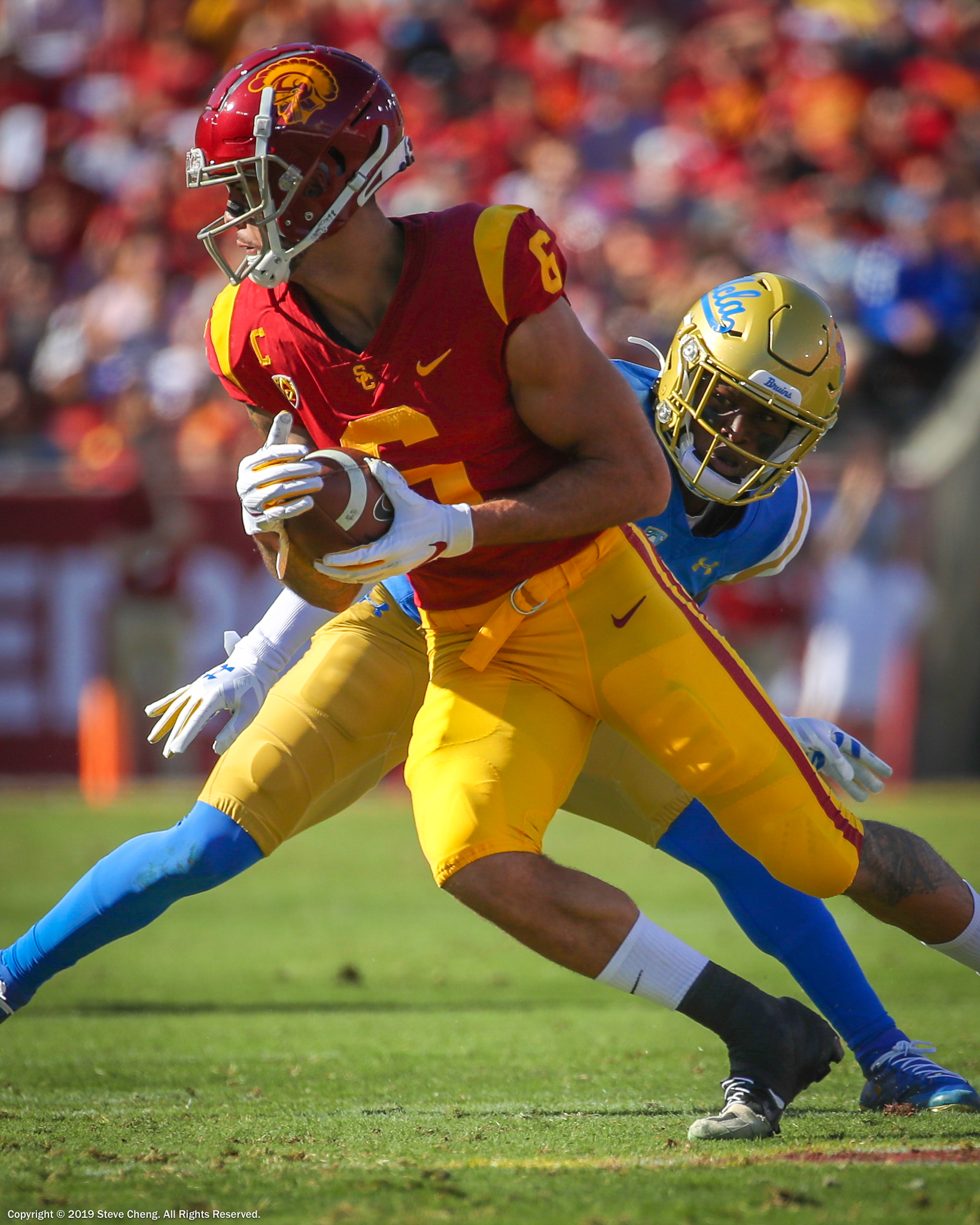
USCでのピットマン
(2019年)

2019年シーズン、9月29日のユタ大学戦で232レシーブ獲得ヤード（USC出身選手として歴代5位）を記録した。このシーズンは101レシーブ、1,275レシーブ獲得ヤード、11のレシービングTDを記録し、オールPac-12ファーストチームに選出された。シーズン終了後、2020年のNFLドラフトにエントリーした。

### インディアナポリス・コルツ
| 身長                        | 体重            | 腕 の 長 さ       | 手 の 大 き さ   | 40Yrd ダ ッ シ ュ | 10Yrd ス プ リ ッ ト | 20Yrd ス プ リ ッ ト | 20Yrd シ ャ ト ル | 3 コ 丨 ン ド リ ル | 垂 直 跳 び     | 立 ち 幅 跳 び      | ベ ン チ プ レ ス | ワ ン ダ 丨 リ ッ ク |
| --------------------------- | --------------- | ----------------- | ---------------- | ----------------- | -------------------- | -------------------- | ----------------- | ------------------- | --------------- | ------------------- | ----------------- | -------------------- |
| 6 ft 4 in (193 cm)          | 223 lb (101 kg) | 32+1⁄2 in (83 cm) | 9+1⁄4 in (23 cm) | 4.52 s            | 1.61 s               | 2.68 s               | 4.14 s            | 6.96 s              | 36.5 in (93 cm) | 10 ft 1 in (3.07 m) | 13 回             | 29                   |
| All values from NFL Combine |                 |                   |                  |                   |                      |                      |                   |                     |                 |                     |                   |                      |

ドラフト全体34位でインディアナポリス・コルツから指名され、その後ルーキー契約を結んだ。

#### 2020年シーズン
2020年10月3日にふくらはぎのコンパートメント症候群を発症して故障者リザーブ入りし、31日に復帰した。第10週のテネシー・タイタンズ戦で101レシーブ獲得ヤードを記録し、翌週のグリーンベイ・パッカーズ戦でキャリア初となるタッチダウンを記録した。このシーズンは通算で503レシーブ獲得ヤードを記録した。

#### 2021年シーズン
第2週のロサンゼルス・ラムズ戦で、それまでのキャリアハイとなる123レシーブ獲得ヤードを記録した。第14週のニューイングランド・ペイトリオッツ戦では相手のカイル・ダガーと乱闘騒ぎを起こし、退場処分となった。このシーズンは前年よりも多くの役割を与えられ、コルツのワイドレシーバーとしては2000年以来6人目となるシーズン1,000レシーブ獲得ヤードを記録した。

#### 2022年シーズン
16試合に先発出場し、99レシーブ、925レシーブ獲得ヤード、4タッチダウンを記録した。

#### 2023年シーズン
16試合に出場し、109レシーブ、1,152レシーブ獲得ヤード、4タッチダウンを記録した。

#### 2024年シーズン
2024年3月11日、コルツと4,600万ドルが保証された3年7,000万ドルの契約延長に合意した。シーズンでは16試合に出場し、69レシーブ、808レシーブ獲得ヤード、3タッチダウンを記録した。

## 家族
父のマイケル・ピットマン・シニアも元NFL選手で、スーパーボウル制覇の経験がある。弟のマイカ・ピットマンもフットボール選手で、現在はフロリダ州立大学でプレーしている。
妻のキアナ・ガリと共にYouTubeチャンネルを運営している。ドラフト指名の瞬間や試合前のルーティンなどのVlog動画が人気で、チャンネル登録者は40万人以上。

## 詳細情報

### レギュラーシーズン
| シーズン | チーム | 試合 | 試合 | レシーブ | レシーブ | レシーブ | レシーブ | レシーブ | ラン | ラン | ラン | ラン | ラン | ファンブル | ファンブル |
| シーズン | チーム | GP   | GS   | Rec      | Yds      | Avg      | Lng      | TD       | Att  | Yds  | Avg  | Lng  | TD   | Fum        | Lost       |
| -------- | ------ | ---- | ---- | -------- | -------- | -------- | -------- | -------- | ---- | ---- | ---- | ---- | ---- | ---------- | ---------- |
| 2020     | IND    | 13   | 8    | 40       | 503      | 12.6     | 45       | 1        | 3    | 26   | 8.7  | 21   | 0    | 0          | 0          |
| 2021     | IND    | 17   | 17   | 88       | 1,082    | 12.3     | 57       | 6        | 5    | 44   | 8.8  | 25   | 0    | 1          | 0          |
| 2022     | IND    | 16   | 16   | 99       | 925      | 9.3      | 28       | 4        | 3    | 30   | 10.0 | 19   | 0    | 2          | 0          |
| 2023     | IND    | 16   | 15   | 109      | 1,152    | 10.6     | 75       | 4        | 0    | 0    | 0.0  | 0    | 0    | 2          | 1          |
| 2024     | IND    | 16   | 14   | 69       | 808      | 11.7     | 33       | 3        | 0    | 0    | 0.0  | 0    | 0    | 1          | 1          |
| 通算     | 通算   | 78   | 70   | 405      | 4,470    | 11.0     | 75       | 18       | 11   | 100  | 9.1  | 25   | 0    | 6          | 2          |

### ポストシーズン
| シーズン | チーム | 試合 | 試合 | レシーブ | レシーブ | レシーブ | レシーブ | レシーブ | ラン | ラン | ラン | ラン | ラン | ファンブル | ファンブル |
| シーズン | チーム | GP   | GS   | Rec      | Yds      | Avg      | Lng      | TD       | Att  | Yds  | Avg  | Lng  | TD   | Fum        | Lost       |
| -------- | ------ | ---- | ---- | -------- | -------- | -------- | -------- | -------- | ---- | ---- | ---- | ---- | ---- | ---------- | ---------- |
| 2020     | IND    | 1    | 1    | 5        | 90       | 18       | 32       | 0        | 1    | 11   | 11.0 | 11   | 0    | 1          | 0          |
| 通算     | 通算   | 1    | 1    | 5        | 90       | 18       | 32       | 0        | 1    | 11   | 11.0 | 11   | 0    | 1          | 0          |